# ФК ВПС Васа
ВПС Васа (фин. Vaasan Palloseura; VPS) је фински фудбалски клуб из Васе. Основан је 1924. године и тренутно се такмичи у Првој лиги Финске. Играли су 1999. и 2000. године у УЕФА купу.

## Успеси
- Прва лига Финске:
  - Првак (2): 1945, 1948.
  - Вицепрвак (5): 1932, 1940–1941, 1949, 1997, 1998.

- Куп Финске:
  - Финалиста (1): 1972.

- Лига куп Финске:
  - Освајач (2): 1999, 2000.
  - Финалиста (1): 1997.

## ВПС Васа у европским такмичењима
| Сезона   | Такмичење | Коло        |               | Клуб         | Резултат | Укупан резултат |
| -------- | --------- | ----------- | ------------- | ------------ | -------- | --------------- |
| 1998/99. | УЕФА куп  | 1. коло кв. | Фарска Острва | ХБ Торсхавн  | 0:2, 4:0 | 4:2             |
|          |           | 2. коло кв. | Аустрија      | ГАК          | 0:0, 0:3 | 0:3             |
| 1999/00. | УЕФА куп  | кв.         | Шкотска       | Сент Џонстон | 1:1, 0:2 | 1:3             |